# اسوالدو والنتی
اسوالدو والنتی (ایتالیایی: Osvaldo Valenti؛ ‏ ۱۷ فوریهٔ ۱۹۰۶ – ۳۰ آوریل ۱۹۴۵) بازیگر اهل پادشاهی ایتالیا بود. او در ۵۶ فیلم بین سال‌های ۱۹۲۸ تا ۱۹۴۵ ظاهر شد. او در استانبول ترکیه از یک تاجر فرش سیسیلی و یک زن ثروتمند لبنانی با تبار یونانی به دنیا آمد. او و معشوقش لوئیزا فریدا به دلیل ارتباط‌شان با فاشیسم توسط پارتیزان‌ها در میلان ایتالیا اعدام شدند. داستان آن‌ها در فیلم خون وحشی در سال ۲۰۰۸ به تصویر کشیده شد.
از فیلم‌هایی که وی در آن نقش داشته‌است، می‌توان به دام عشق، زیبای خفته، بیوه، ملکه اسکالا، هارلم، ورای عشق، نخستین عشق، معشوقه پنهانی و شام دلقک اشاره کرد.